# Acantharctus delfini
Acantharctus delfini is een tienpotigensoort uit de familie van de Scyllaridae. De wetenschappelijke naam van de soort is voor het eerst geldig gepubliceerd in 1909 door Bouvier.